# Aldino
Aldino (en allemand, Aldein) est une commune italienne d'environ 1 700 habitants située dans la province autonome de Bolzano dans la région du Trentin-Haut-Adige, dans le Nord-Est de l'Italie.

## Répartition des langues
Selon le recensement de 2011, la plupart des habitants (98,1 %) parlent l'allemand comme langue maternelle, 1,7 % parlent l'italien nativement et 0,2 % le ladin.

## Personnalité
- Jean-Baptiste Franzelin (1816-1886), prêtre jésuite, théologien au concile Vatican I, et cardinal autrichien est né à Aldein.

## Langues
| Langues  | Nombre de Locuteurs | %     |
| -------- | ------------------- | ----- |
| Allemand | 1633                | 98,07 |
| Italien  | 29                  | 1,74  |
| Ladin    | 3                   | 0,19  |

## Administration
| Période                                  | Période  | Identité      | Étiquette | Qualité |
| ---------------------------------------- | -------- | ------------- | --------- | ------- |
| 9 mai 2005                               | En cours | Josef Pitschl | SVP       |         |
| Les données manquantes sont à compléter. |          |               |           |         |

### Hameaux
Redagno, Olmi

### Communes limitrophes
Les communes limitrophes sont  Bronzolo, Montagna sulla Strada del Vino, Nova Ponente, Ora, Trodena nel parco naturale et Ville di Fiemme.